# Baldissero d’Alba
Baldissero d’Alba – miejscowość i gmina we Włoszech, w regionie Piemont, w prowincji Cuneo.
Według danych na rok 2004 gminę zamieszkiwały 1084 osoby, 72,3 os./km².